# 범강
범강(范疆, ? ~ 222년)은 삼국시대 당시 오나라의 장수로 원래는 촉나라의 장수였다.

## 생애
221년 촉나라가 오나라 정벌을 위해 군사를 일으킬 때 장비의 부하가 되어 나섰다. 그러나 3일 안에 흰 깃발과 갑옷을 준비하라는 명령을 따르지 않아 장달과 함께 매를 맞는다. 이에 원한을 품어 그날 밤 장달과 함께 장비를 살해하여 목을 오나라에 바치고 항복했다.
삼국지연의에서는 그 뒤 유비가 75만 대군을 일으켜 오나라 전역을 휩쓸자 손권은 범강과 장달을 묶어서 장비의 목과 함께 촉나라로 보냈고 곧 범강은 장달과 함께 장비의 아들 장포에게 처형되었다고 되어있다. 하지만 실제로는 오나라로 달아난 후의 기록은 정사에 보이지 않으며, 오나라 정벌 또한 장비가 이미 사망한 뒤의 일이므로 역사적으로는 사실이 아니다.